# Teletirrenouno
Teletirrenouno, o anche TT1, è stata un'emittente televisiva italiana attiva nella città di Livorno.

## Storia
Teletirrenouno nacque nel 1974, tra le prime che in Italia hanno trasmesso via etere. La frequenza era 38, venivano registrati 3 TG per settimana. Lo studio, improvvisato, era in un appartamento nel Grattacielo di piazza Matteotti e il trasmettitore era posto al Castellaccio, una collina posta a sud di Livorno.
Teletirrenouno fu anche una delle prime a ritrasmettere i programmi di Telemontecarlo.
Nel 1979 gli studi si spostarono presso il "ridotto" del cinema teatro Gran Guardia in via Grande sempre a Livorno, la frequenza divenne UHF 41, nel 1980 la frequenza cambiò di nuovo a UHF 62, nel 1981 l'emittente chiuse i battenti cedendo le frequenze a Tele Libera Firenze.